# Morti il 5 febbraio
| Questa pagina contiene informazioni ricavate automaticamente dalle voci biografiche con l'ausilio del template Bio e di un bot. L'aggiornamento è periodico e automatico e ricostruisce completamente la pagina. Se manca una persona in questa lista, sei pregato di non aggiungerla, ma accertati piuttosto che la sua voce biografica contenga il template Bio e che i dati anagrafici siano correttamente compilati. Se il template Bio manca, inseriscilo tu stesso o, in alternativa, metti l'avviso {{tmp\|Bio}} che ne segnala la mancanza. Se i dati riportati sono sbagliati, correggi direttamente la voce biografica; le modifiche saranno visibili in questa lista entro pochi giorni. Per chiarimenti vedi il progetto biografie. La lista contiene solo le 549 persone che sono citate nell'enciclopedia e per le quali è stato implementato correttamente il template Bio. Pagina aggiornata al 25 lug 2025. |

## III secolo(1)
- 251 - Sant'Agata, santa romana

## VI secolo(1)
- 523 - Alcimo Ecdicio Avito, poeta, arcivescovo e santo romano (n. 450)

## VIII secolo(1)
- 705 - Bertolfo, monaco cristiano belga

## X secolo(1)
- 914 - Papa Lando, papa e cardinale italiano

## XI secolo(5)
- 1006 - Albuino di Bressanone, vescovo e santo italiano
- 1015 - Adelaide di Vilich, badessa e santa tedesca
- 1017 - Sancho Garcés, conte
- 1023 - Sitt al-Mulk (n. 970)
- 1087 - Federico III di Goseck, nobile tedesco

## XII secolo(2)
- 1146 - Zafadola, nobile
- 1157 - Corrado di Meißen, nobile tedesco

## XIV secolo(2)
- 1354 - Guarnieri d'Urslingen, nobile, condottiero e mercenario tedesco
- 1389 - Artale I Alagona, nobile, politico e militare italiano (n. 1320)

## XV secolo(2)
- 1434 - Giovanni I di Borbone, nobile francese (n. 1381)
- 1457 - Rolando il Magnifico, condottiero e politico italiano (n. 1393)

## XVI secolo(9)
- 1504 - Jan Standonck, religioso belga (n. 1453)
- 1518 - Francisco de Remolins, cardinale e arcivescovo cattolico spagnolo (n. 1462)
- 1558 - Oddo degli Oddi, letterato e medico italiano (n. 1478)
- 1590 - Bernardino de Sahagún, missionario, grammatico e antropologo spagnolo (n. 1499)
- 1592 - Shishido Takaie, militare giapponese (n. 1518)
- 1594 - Enrico-Francesco di Foix-Grailly-Candale, vescovo cattolico francese (n. 1512)
- 1597 - Pedro Bautista Blásquez, missionario spagnolo (n. 1542)
- 1597 - San Filippo di Gesù, religioso, missionario e santo messicano (n. 1572)
- 1597 - Paolo Miki, gesuita e santo giapponese

## XVII secolo(20)
- 1601 - Baba Novac, turco
- 1605 - Edward Stafford, politico e diplomatico inglese (n. 1552)
- 1610 - Giuseppe de Rubeis, arcivescovo cattolico italiano (n. 1553)
- 1618 - Giovanni Battista Laderchi, avvocato italiano (n. 1538)
- 1627 - Giulio Arese, nobile e politico italiano (n. 1560)
- 1635 - Niceforo Melisseno Comneno, arcivescovo cattolico, grecista e letterato greco (n. 1577)
- 1637 - Iosif Rucki, arcivescovo cattolico bielorusso (n. 1574)
- 1639 - Augusta di Danimarca, principessa danese (n. 1580)
- 1640 - Matthias Bernegger, filologo e astronomo tedesco (n. 1582)
- 1642 - Joan Anello Oliva, gesuita e scrittore italiano (n. 1574)
- 1644 - Sforzino Sforza, nobile e militare italiano (n. 1593)
- 1661 - Shunzhi, imperatore cinese (n. 1638)
- 1679 - Joost van den Vondel, poeta e drammaturgo olandese (n. 1587)
- 1682 - Maria Antonia Colonna, religiosa italiana (n. 1634)
- 1683 - Giovanni Battista De Luca, giurista e cardinale italiano (n. 1614)
- 1684 - Philippe de Montaut-Bénac de Navailles, ammiraglio francese (n. 1619)
- 1684 - Dorothy Sidney, nobile inglese (n. 1617)
- 1689 - Gerasimo II di Costantinopoli, arcivescovo ortodosso greco
- 1694 - Leopold Wilhelm von Königsegg-Rothenfels, nobile e politico tedesco (n. 1630)
- 1700 - Ludovico Marracci, presbitero, traduttore e orientalista italiano (n. 1612)

## XVIII secolo(30)
- 1703 - Phetracha, re (n. 1632)
- 1705 - Jean Gilles, compositore francese (n. 1668)
- 1705 - Philipp Jacob Spener, teologo tedesco (n. 1635)
- 1706 - Pierre-Armand du Cambout de Coislin, cardinale e vescovo cattolico francese (n. 1636)
- 1714 - Carlo Fontana, architetto, scultore e ingegnere italiano (n. 1638)
- 1718 - Elizabeth Percy, nobile inglese (n. 1636)
- 1718 - Hadrian Reland, filologo e cartografo olandese (n. 1676)
- 1721 - James Stanhope, I conte Stanhope, politico e militare britannico (n. 1673)
- 1722 - Éléonore d'Esmier d'Olbreuse, nobile francese (n. 1639)
- 1724 - Marziale Carpinoni, pittore italiano (n. 1649)
- 1724 - Mary Clavering, nobildonna inglese (n. 1685)
- 1727 - Guillén Ramón de Moncada y Portocarrero, nobile e militare spagnolo (n. 1671)
- 1729 - Sébastien Truchet, matematico, ingegnere e religioso francese (n. 1657)
- 1738 - Joseph Süß Oppenheimer, banchiere tedesco (n. 1692)
- 1745 - Anna Luisa Föhse, nobildonna tedesca (n. 1677)
- 1746 - Hermann Friedrich Teichmeyer, medico e botanico tedesco (n. 1685)
- 1753 - Giovanni Marangoni, teologo e archeologo italiano (n. 1673)
- 1757 - Alessandro Pascoli, scrittore, filosofo e medico italiano (n. 1669)
- 1758 - Ferdinand Julius von Troyer, cardinale e vescovo cattolico austriaco (n. 1698)
- 1760 - Agustín de Ahumada y Villalón, politico e militare spagnolo
- 1765 - Philipp Josef von Orsini-Rosenberg, nobile, diplomatico e politico austriaco (n. 1691)
- 1766 - Leopold Joseph von Daun, generale austriaco (n. 1705)
- 1772 - Juan José Navarro, ammiraglio spagnolo (n. 1678)
- 1785 - Antonio Maria Sacconi, vescovo cattolico e missionario italiano (n. 1741)
- 1790 - William Cullen, medico e chimico scozzese (n. 1710)
- 1791 - John Beard, tenore inglese
- 1795 - Billioni, ballerino francese (n. 1729)
- 1795 - Irene Parenti Duclos, pittrice e poetessa italiana (n. 1754)
- 1795 - Philippe-Auguste de Sainte-Foy, letterato francese (n. 1721)
- 1799 - William Beckford di Somerley, imprenditore e scrittore giamaicano (n. 1744)

## XIX secolo(63)
- 1803 - George Bass, chirurgo, navigatore e esploratore britannico (n. 1771)
- 1803 - Giovanni Battista Casti, poeta e librettista italiano (n. 1724)
- 1803 - Domenico Pignatelli di Belmonte, cardinale e arcivescovo cattolico italiano (n. 1730)
- 1804 - Christian Joseph Jagemann, bibliotecario tedesco (n. 1735)
- 1807 - Pasquale Paoli, politico, patriota e militare italiano (n. 1725)
- 1809 - Francesco Paolo Nicola de Leon, medico, politico e storico italiano (n. 1734)
- 1811 - Luigia Giuli Vaccolini, artista italiana (n. 1749)
- 1814 - Franz Anton Wyrsch, politico svizzero (n. 1737)
- 1815 - Antonio Maria Jaci, presbitero, matematico e astronomo italiano (n. 1739)
- 1818 - Carlo XIII di Svezia, sovrano svedese (n. 1748)
- 1819 - Hannah Van Buren, first lady statunitense (n. 1783)
- 1820 - Tadeusz Brzozowski, gesuita polacco (n. 1749)
- 1822 - Alì Pascià di Tepeleni, politico e militare albanese
- 1825 - Elisabetta Canori Mora, italiana (n. 1774)
- 1825 - Pierre Gaveaux, tenore e compositore francese (n. 1760)
- 1825 - Jacob Job Élie, generale francese (n. 1746)
- 1826 - George Hadfield, architetto inglese (n. 1763)
- 1831 - Jan van Speijk, militare olandese (n. 1802)
- 1832 - Cesare Guerrieri Gonzaga, cardinale italiano (n. 1749)
- 1834 - Vasilij Petrovič Obolenskij, generale russo (n. 1780)
- 1836 - Johann Mayrhofer, poeta e librettista austriaco (n. 1787)
- 1838 - Carlo Bocchi, avvocato, giudice e politico italiano (n. 1752)
- 1842 - Luigi Angeloni, patriota e scrittore italiano
- 1843 - Saliha Sultan, principessa ottomana (n. 1811)
- 1847 - Luis José de Orbegoso y Moncada, politico peruviano (n. 1795)
- 1847 - Stanislao Vincenzo Tomba, arcivescovo cattolico italiano (n. 1782)
- 1852 - Giuseppe Boccaccio, pittore e scenografo italiano (n. 1790)
- 1854 - Ada Benini, poetessa italiana (n. 1833)
- 1855 - Rudolf Bollier, giudice, politico e mercante svizzero (n. 1815)
- 1859 - Alecu Russo, patriota e scrittore rumeno (n. 1819)
- 1861 - Pierre Joseph François Bosquet, generale francese (n. 1810)
- 1861 - Paolo di Sangro, militare italiano (n. 1820)
- 1861 - Francesco Gaetano Traversa, generale italiano (n. 1787)
- 1862 - Ignaz Franz Castelli, drammaturgo e poeta austriaco (n. 1780)
- 1863 - Nikolaj Aleksandrovič Ščerbatov, nobile e ufficiale russo (n. 1800)
- 1866 - Rodolphe de Maistre, generale italiano (n. 1789)
- 1874 - John Henry Anderson, illusionista britannico (n. 1814)
- 1874 - Moriz Haupt, filologo classico e latinista tedesco (n. 1808)
- 1877 - Carl Vilhelm August Strandberg, scrittore svedese (n. 1818)
- 1880 - Adolph Edward Borie, politico statunitense (n. 1809)
- 1880 - Marco Casagrande, scultore italiano (n. 1804)
- 1881 - Thomas Carlyle, saggista, storico e filosofo scozzese (n. 1795)
- 1881 - Franziska Kinsky von Wchinitz und Tettau, contessa austriaca (n. 1813)
- 1881 - Enele Ma'afu, politico figiano (n. 1816)
- 1882 - Giovanni Guevara, politico italiano (n. 1822)
- 1883 - Ernst Dohm, editore, attore teatrale e traduttore tedesco (n. 1819)
- 1883 - Pertevniyal Sultan, ottomana (n. 1812)
- 1884 - Maria Anna Ferdinanda di Braganza, portoghese (n. 1843)
- 1885 - Costanzo Mazzoni, chirurgo italiano (n. 1823)
- 1885 - Benedetto Orazio Paternò Castello, patriota e politico italiano (n. 1810)
- 1887 - Peder Balke, pittore norvegese (n. 1804)
- 1888 - Anton Mauve, pittore olandese (n. 1838)
- 1888 - Charles de Viry, politico francese (n. 1809)
- 1889 - Ole Jacob Broch, politico, fisico e economista norvegese (n. 1818)
- 1889 - Henry Howard, II conte di Effingham, nobile, politico e militare britannico (n. 1806)
- 1892 - Emilie Flygare-Carlén, scrittrice svedese (n. 1807)
- 1892 - Stephan Schulzer von Müggenburg, micologo ungherese (n. 1802)
- 1893 - Alexandre Émile Herbillon, militare francese (n. 1825)
- 1895 - Vincenzo Irelli, politico italiano (n. 1805)
- 1895 - Alfred Koechlin-Schwartz, politico e imprenditore francese (n. 1829)
- 1896 - François Massieu, ingegnere francese (n. 1832)
- 1897 - Charles Radbourn, giocatore di baseball statunitense (n. 1854)
- 1900 - Ottavio Lovera di Maria, poliziotto, funzionario e politico italiano (n. 1833)

## XX secolo(273)
- 1902 - Francesco Ghiglieri, magistrato e politico italiano (n. 1825)
- 1903 - Oskar von Alvensleben, pittore tedesco (n. 1831)
- 1903 - Alberto Giovannini, compositore italiano (n. 1842)
- 1903 - William Lewis Manly, scrittore statunitense (n. 1820)
- 1903 - Francesco Medici, avvocato e politico italiano (n. 1830)
- 1905 - Antoine-Alphonse Chassepot, inventore francese (n. 1833)
- 1905 - Lizardo Montero, politico peruviano (n. 1832)
- 1906 - Pierre Grivolas, pittore francese (n. 1823)
- 1907 - Nikolaj Menšutkin, chimico russo (n. 1842)
- 1907 - Ludwig Thuille, compositore austriaco (n. 1861)
- 1908 - Ferdinando Bocconi, imprenditore e politico italiano (n. 1836)
- 1909 - Alexandre Saint-Yves d'Alveydre, medico francese (n. 1842)
- 1910 - James William Marshall, politico statunitense (n. 1822)
- 1911 - Giuseppe Giacomelli, politico italiano (n. 1836)
- 1911 - Adolf Bernhard Meyer, antropologo, ornitologo e entomologo tedesco (n. 1840)
- 1911 - Giuseppe Mya, pediatra italiano (n. 1857)
- 1911 - Charles Hoadley Ashe Ross, tennista britannico (n. 1852)
- 1912 - Botho zu Eulenburg, nobiluomo e politico prussiano (n. 1831)
- 1913 - Albert Edison Austin, golfista canadese (n. 1888)
- 1913 - Lio Gangeri, scultore italiano (n. 1845)
- 1913 - Lucius Frederick Hubbard, politico statunitense (n. 1836)
- 1914 - Cesare Fani, politico italiano (n. 1844)
- 1914 - Niccolò Giannotta, editore italiano (n. 1846)
- 1914 - Adalbert von Waltenhofen, fisico austriaco (n. 1828)
- 1915 - Paul Collin, scrittore, librettista e traduttore francese (n. 1843)
- 1916 - Francesco Marconi, tenore italiano (n. 1855)
- 1917 - Édouard Drumont, scrittore e giornalista francese (n. 1844)
- 1917 - Nikolaj Aleksandrovič Tret'jakov, generale russo (n. 1854)
- 1917 - Jabir II Al Sabah, sovrano kuwaitiano (n. 1860)
- 1918 - Costanzo Chauvet, giornalista italiano (n. 1844)
- 1919 - William Michael Rossetti, poeta e critico letterario britannico (n. 1829)
- 1919 - Vasilij Vasil'evič Rozanov, scrittore e filosofo russo (n. 1856)
- 1919 - Friedrich Schwally, islamista tedesco (n. 1863)
- 1919 - Maria Storni Trevisan, scrittrice e nobile italiana (n. 1865)
- 1920 - Francesco Betti, politico e avvocato italiano (n. 1870)
- 1921 - Katharine O'Shea, politica inglese (n. 1846)
- 1922 - Frances Bowes-Lyon, nobildonna britannica (n. 1832)
- 1922 - Paul Durand-Ruel, mercante d'arte francese (n. 1831)
- 1922 - Slavoljub Eduard Penkala, ingegnere e inventore croato (n. 1871)
- 1922 - Luigi Ziliotto, politico e patriota italiano (n. 1863)
- 1923 - Konrad Eubel, francescano e storico tedesco (n. 1842)
- 1923 - Riccardo Luzzatto, patriota, avvocato e politico italiano (n. 1842)
- 1923 - Erich von Kielmansegg, politico tedesco (n. 1847)
- 1925 - Georges Victor-Hugo, pittore e velista francese (n. 1868)
- 1926 - Antonio De Zolt, matematico italiano (n. 1847)
- 1926 - André Gedalge, compositore e insegnante francese (n. 1856)
- 1927 - Inayat Khan, mistico, musicista e scrittore indiano (n. 1882)
- 1928 - Kurt Behrens, tuffatore tedesco (n. 1884)
- 1928 - Jesús Méndez Montoya, presbitero messicano (n. 1880)
- 1928 - Flora Wambaugh Patterson, micologa statunitense (n. 1847)
- 1930 - Mario Bianchi Bandinelli, politico italiano (n. 1848)
- 1930 - Friedrich von Duhn, archeologo tedesco (n. 1851)
- 1930 - Giovanni Salemi-Pace, architetto e ingegnere italiano (n. 1842)
- 1931 - Athanasios Eutaxias, politico greco (n. 1849)
- 1931 - Mihal Grameno, politico, scrittore e giornalista albanese (n. 1871)
- 1931 - Josef Horovitz, orientalista tedesco (n. 1874)
- 1932 - Arturo Di Donato, pittore italiano (n. 1880)
- 1932 - Barney Dreyfuss, dirigente sportivo statunitense (n. 1865)
- 1933 - Joseph William Agar, calciatore e crickettista inglese (n. 1874)
- 1933 - Joseph Roffo, tiratore di fune e rugbista a 15 francese (n. 1879)
- 1934 - William Morris Davis, geografo e geologo statunitense (n. 1850)
- 1935 - Heinrich Harder, artista tedesco (n. 1858)
- 1935 - George Edwin Patey, ammiraglio inglese (n. 1859)
- 1935 - Jackson Showalter, scacchista statunitense (n. 1860)
- 1936 - Charles Le Bargy, attore e regista francese (n. 1858)
- 1936 - Filiberto Minozzi, pittore italiano (n. 1877)
- 1936 - Albert Seibel, agronomo francese (n. 1844)
- 1937 - André Favory, pittore e illustratore francese (n. 1888)
- 1937 - Francesco La Monaca, scultore, pittore e illustratore italiano (n. 1882)
- 1937 - Lou von Salomé, scrittrice, psicoanalista e biografa tedesca (n. 1861)
- 1938 - Charles Dazey, scrittore, commediografo e sceneggiatore statunitense (n. 1855)
- 1938 - Hans Litten, avvocato tedesco (n. 1903)
- 1938 - Axel Ljung, ginnasta, lunghista e velocista svedese (n. 1884)
- 1938 - Walter Augustin Villiger, astronomo svizzero (n. 1872)
- 1939 - Teresa Mañé Miravet, anarchica e pubblicista spagnola (n. 1865)
- 1939 - Cecil Wingfield-Stratford, calciatore inglese (n. 1853)
- 1940 - Francesco Ciarlantini, giornalista, scrittore e politico italiano (n. 1885)
- 1940 - Sofija Rusova, pedagoga, scrittrice e attivista ucraina (n. 1856)
- 1941 - Banjo Paterson, poeta e giornalista australiano (n. 1864)
- 1941 - Otto Strandman, politico, avvocato e diplomatico estone (n. 1875)
- 1942 - Paul Auguste Danguy, botanico francese (n. 1862)
- 1942 - Nicola Guerra, ballerino italiano (n. 1865)
- 1943 - Pieter Helbert Damsté, latinista e poeta olandese (n. 1860)
- 1943 - W. S. Van Dyke, regista, sceneggiatore e produttore cinematografico statunitense (n. 1889)
- 1944 - Leone Ginzburg, letterato e antifascista italiano (n. 1909)
- 1944 - Julius Kugy, alpinista, scrittore e botanico austriaco (n. 1858)
- 1944 - George L. Sargent, regista statunitense (n. 1863)
- 1945 - Denise Bloch, militare francese (n. 1916)
- 1945 - Ennio Carando, partigiano e filosofo italiano (n. 1904)
- 1945 - Walter Fillak, partigiano italiano (n. 1920)
- 1945 - Violette Szabo, agente segreta britannica (n. 1921)
- 1945 - Ragnar Östberg, architetto svedese (n. 1866)
- 1946 - Ljubov' Isaakovna Aksel'rod, filosofa russa (n. 1868)
- 1946 - George Arliss, attore britannico (n. 1868)
- 1947 - Salvatore Cardillo, compositore italiano (n. 1874)
- 1947 - Hans Fallada, scrittore tedesco (n. 1893)
- 1947 - Guglielmo Sinaz, attore italiano (n. 1885)
- 1948 - Joseph Beecken, pugile belga (n. 1904)
- 1948 - Johannes Blaskowitz, generale tedesco (n. 1883)
- 1948 - Luigi Cassano, calciatore italiano (n. 1920)
- 1949 - Harry Lott, canottiere statunitense (n. 1880)
- 1949 - Carl Püchler, generale tedesco (n. 1894)
- 1950 - Pavel Pavlovič Muratov, scrittore e storico dell'arte russo (n. 1881)
- 1950 - Raul De Luzenberger, politico italiano (n. 1895)
- 1952 - Luigi Montemartini, botanico e politico italiano (n. 1869)
- 1952 - Frederike van Balen-Klaar, insegnante e attivista olandese (n. 1861)
- 1953 - Suzanne Adams, cantante statunitense (n. 1872)
- 1953 - Luigi Fontana Russo, economista italiano (n. 1868)
- 1953 - Maria Giudice, giornalista, attivista e sindacalista italiana (n. 1880)
- 1953 - Iuliu Maniu, politico romeno (n. 1873)
- 1954 - Léon Bertin, zoologo francese (n. 1896)
- 1954 - Alberto Braglia, ginnasta italiano (n. 1883)
- 1954 - Vittorio Gnecchi, compositore italiano (n. 1876)
- 1954 - Cesare Sessa, politico e partigiano italiano (n. 1885)
- 1955 - Ernest Blood, allenatore di pallacanestro statunitense (n. 1872)
- 1955 - Cicely Gore, nobildonna inglese (n. 1867)
- 1955 - Victor Houteff, predicatore statunitense (n. 1885)
- 1956 - Savelij Grigor'evič Tartakover, scacchista polacco (n. 1887)
- 1957 - Alcibiade Bertolotti, ingegnere e giornalista italiano (n. 1862)
- 1957 - Alfredo Boccolini, attore italiano (n. 1885)
- 1957 - Pio Ferraris, calciatore italiano (n. 1899)
- 1957 - Hinnerk Scheper, fotografo, urbanista e designer tedesco (n. 1897)
- 1957 - Carlo Sonzini, presbitero e giornalista italiano (n. 1878)
- 1958 - Lili Berky, attrice ungherese (n. 1886)
- 1958 - Lew Brown, compositore e paroliere statunitense (n. 1893)
- 1958 - Oreste Puliti, schermidore italiano (n. 1891)
- 1959 - Curt Sachs, etnomusicologo tedesco (n. 1881)
- 1960 - Rudolf Nelson, compositore tedesco (n. 1878)
- 1961 - Helmuth Theodor Bossert, archeologo e storico dell'arte tedesco (n. 1889)
- 1962 - Gaetano Cicognani, cardinale, arcivescovo cattolico e diplomatico italiano (n. 1881)
- 1962 - Matteo Della Corte, archeologo e epigrafista italiano (n. 1875)
- 1962 - Jacques Ibert, compositore francese (n. 1890)
- 1962 - Doug Watkins, contrabbassista e violoncellista statunitense (n. 1934)
- 1963 - Barnum Brown, paleontologo statunitense (n. 1873)
- 1963 - Frank Hudspeth, calciatore britannico (n. 1890)
- 1963 - Herbert Samuel, politico britannico (n. 1870)
- 1963 - Giorgio Tron, medico italiano (n. 1884)
- 1963 - Dar'ja Vasil'evna Olsuf'eva, scrittrice russa (n. 1909)
- 1964 - Mario Berti, generale italiano (n. 1881)
- 1964 - Harold McMunn, hockeista su ghiaccio canadese (n. 1902)
- 1964 - Tecla Merlo, religiosa italiana (n. 1894)
- 1964 - Max Sailer, pilota automobilistico e ingegnere tedesco (n. 1882)
- 1965 - Irving Bacon, attore statunitense (n. 1893)
- 1965 - Paul Engelmann, architetto austriaco (n. 1891)
- 1965 - Rolf Lefdahl, ginnasta norvegese (n. 1882)
- 1965 - Anastasij Andreevič Vonsjackij, politico russo (n. 1898)
- 1966 - Ludwig Binswanger, psichiatra, psicologo e filosofo svizzero (n. 1881)
- 1966 - Stefano La Colla, paleografo, esperantista e linguista italiano (n. 1889)
- 1967 - Xavier Eluère, pugile francese (n. 1897)
- 1967 - Violeta Parra, cantautrice, poetessa e pittrice cilena (n. 1917)
- 1968 - Enrico Altavilla, giurista italiano (n. 1883)
- 1968 - Wanda Krahelska-Filipowicz, attivista polacca (n. 1886)
- 1968 - Paul-Marie-André Richaud, cardinale e arcivescovo cattolico francese (n. 1887)
- 1969 - Y. Frank Freeman, dirigente d'azienda statunitense (n. 1890)
- 1969 - Thelma Ritter, attrice statunitense (n. 1902)
- 1970 - Jay Eaton, attore statunitense (n. 1899)
- 1970 - Eduard Fraenkel, filologo classico tedesco (n. 1888)
- 1970 - Eugenio Montesinos, calciatore spagnolo (n. 1898)
- 1971 - Mátyás Rákosi, politico ungherese (n. 1892)
- 1971 - Francesco Zane, politico italiano (n. 1898)
- 1972 - Marianne Moore, poetessa e scrittrice statunitense (n. 1887)
- 1972 - Stefano Pirandello, drammaturgo italiano (n. 1895)
- 1972 - Roberto Rivas, calciatore salvadoregno (n. 1941)
- 1973 - Hansína Regína Björnsdóttir, fotografa islandese (n. 1884)
- 1973 - John Heysham Gibbon, chirurgo statunitense (n. 1903)
- 1974 - Mestre Bimba, artista marziale brasiliano (n. 1899)
- 1974 - Giorgio Fenoaltea, politico italiano (n. 1902)
- 1974 - Dan Edward Garvey, politico statunitense (n. 1886)
- 1974 - Lydia Sokolova, ballerina britannica (n. 1896)
- 1975 - Giulio Basletta, schermidore e dirigente sportivo italiano (n. 1890)
- 1975 - Olivier Marcel Maradan, vescovo cattolico e missionario svizzero (n. 1899)
- 1975 - Lawrence Weingarten, produttore cinematografico statunitense (n. 1897)
- 1976 - Ethel Shutta, attrice e cantante statunitense (n. 1896)
- 1976 - Adolph Wold, calciatore norvegese (n. 1892)
- 1977 - Francisco Ballester, calciatore spagnolo (n. 1946)
- 1977 - Edith Ewing Bouvier Beale, socialite statunitense (n. 1895)
- 1977 - Oskar Klein, fisico svedese (n. 1894)
- 1977 - Robert Mohr, poliziotto e militare tedesco (n. 1897)
- 1977 - Betty Taylor, ostacolista canadese (n. 1916)
- 1979 - Odd Hoel, calciatore norvegese (n. 1909)
- 1979 - Michael Rohde, calciatore danese (n. 1884)
- 1979 - Grete Rosenberg, nuotatrice tedesca (n. 1896)
- 1980 - Carlo Faina, dirigente d'azienda italiano (n. 1894)
- 1980 - Roy Fosdahl, calciatore norvegese (n. 1911)
- 1980 - Skinny Johnson, cestista statunitense (n. 1911)
- 1980 - Karl Olivecrona, giurista e filosofo svedese (n. 1897)
- 1981 - Enea Codotto, carabiniere italiano (n. 1955)
- 1981 - Giuseppe Dosi, militare italiano (n. 1891)
- 1981 - Ella Grasso, politica statunitense (n. 1919)
- 1981 - Luigi Maronese, militare e carabiniere italiano (n. 1957)
- 1981 - Renato Pagni, politico italiano (n. 1902)
- 1981 - Liana Trouché, attrice italiana (n. 1938)
- 1982 - Antero Ojala, pattinatore di velocità su ghiaccio finlandese (n. 1916)
- 1982 - Viliam Záborský, attore slovacco (n. 1920)
- 1983 - Margaret Dayhoff, fisica e biochimica statunitense (n. 1925)
- 1983 - Giovanni Marcora, partigiano, imprenditore e politico italiano (n. 1922)
- 1983 - Ugo Saitta, regista italiano (n. 1912)
- 1983 - Mario Scazzola, calciatore italiano (n. 1901)
- 1983 - Vittorio Vialli, paleontologo, geologo e geografo italiano (n. 1914)
- 1984 - Chuck Cooper, cestista statunitense (n. 1926)
- 1984 - Pietro Lombardi, architetto e scultore italiano (n. 1894)
- 1984 - El Santo, wrestler e attore cinematografico messicano (n. 1917)
- 1984 - Henry FitzRoy Somerset, X duca di Beaufort, nobile inglese (n. 1900)
- 1984 - Manès Sperber, scrittore, saggista e psicologo austriaco (n. 1905)
- 1984 - Su Yu, generale cinese (n. 1907)
- 1985 - Hans Croon, allenatore di calcio olandese (n. 1936)
- 1986 - Luigi Bazzi, progettista italiano (n. 1892)
- 1986 - René Joffroy, archeologo francese (n. 1915)
- 1987 - Vando Aldrovandi, partigiano e antifascista italiano (n. 1918)
- 1987 - William Collier, attore, produttore cinematografico e produttore televisivo statunitense (n. 1902)
- 1987 - Bessie Learn, attrice statunitense (n. 1888)
- 1987 - Gustav Lehner, calciatore croato (n. 1913)
- 1987 - Otto Wöhler, generale e criminale di guerra tedesco (n. 1894)
- 1988 - Ove Arup, architetto, ingegnere e imprenditore britannico (n. 1895)
- 1988 - Wilbur Coen, tennista statunitense (n. 1911)
- 1988 - Karel Horák, calciatore cecoslovacco (n. 1918)
- 1988 - Luigi Pirovano, arbitro di calcio italiano (n. 1900)
- 1988 - Emeric Pressburger, regista, sceneggiatore e produttore cinematografico ungherese (n. 1902)
- 1989 - André Cheuva, calciatore francese (n. 1908)
- 1989 - Pál Jávor, allenatore di calcio e calciatore ungherese (n. 1907)
- 1989 - Ferenc Plemich, calciatore e allenatore di calcio ungherese (n. 1899)
- 1989 - Joe Raposo, compositore e pianista statunitense (n. 1937)
- 1989 - Adriano Soldini, scrittore e saggista svizzero (n. 1921)
- 1989 - Oscar Supino, ingegnere, inventore e saggista italiano (n. 1898)
- 1990 - William Bartley III, filosofo statunitense (n. 1934)
- 1990 - Maria Benedetto, presbitero francese (n. 1895)
- 1990 - Edgar Herschler, avvocato e politico statunitense (n. 1918)
- 1990 - Mario Pavesi, imprenditore italiano (n. 1909)
- 1990 - Zé Beto, calciatore portoghese (n. 1960)
- 1991 - Pedro Arrupe, gesuita spagnolo (n. 1907)
- 1991 - Manlio Biccolini, aviatore e generale italiano (n. 1916)
- 1991 - Vlastimil Havlíček, calciatore cecoslovacco (n. 1924)
- 1991 - Dean Jagger, attore statunitense (n. 1903)
- 1991 - Rinaldo Olivieri, allenatore di calcio e calciatore italiano (n. 1935)
- 1991 - John Wikström, fondista svedese (n. 1903)
- 1992 - Nicomedes Santa Cruz, musicista, poeta e etnomusicologo peruviano (n. 1925)
- 1992 - Bill Wheatley, cestista e allenatore di pallacanestro statunitense (n. 1909)
- 1993 - Stefanija Astrauskaitė, cestista lituana (n. 1919)
- 1993 - Otto Häuptli, calciatore svizzero (n. 1924)
- 1993 - Hans Jonas, filosofo tedesco (n. 1903)
- 1993 - Joseph L. Mankiewicz, regista, sceneggiatore e produttore cinematografico statunitense (n. 1909)
- 1993 - Angelo Pennoni, fotografo italiano (n. 1922)
- 1994 - Hermann Josef Abs, banchiere tedesco (n. 1901)
- 1994 - Joachim Halupczok, ciclista su strada polacco (n. 1968)
- 1994 - Tiana Lemnitz, soprano tedesco (n. 1897)
- 1995 - Jimmy Allen, allenatore di calcio e calciatore inglese (n. 1909)
- 1995 - Frank Costin, ingegnere, progettista e imprenditore britannico (n. 1920)
- 1995 - Cornelis Goldschmeding, compositore di scacchi olandese (n. 1927)
- 1995 - Doug McClure, attore statunitense (n. 1935)
- 1996 - Gianandrea Gavazzeni, direttore d'orchestra, compositore e musicologo italiano (n. 1909)
- 1996 - Magnus, fumettista italiano (n. 1939)
- 1996 - Antonio Ruiz Soler, ballerino, coreografo e attore spagnolo (n. 1921)
- 1996 - Gary Zeller, cestista statunitense (n. 1947)
- 1997 - Aldo Ferrara, avvocato e politico italiano (n. 1921)
- 1997 - Pamela Harriman, diplomatica e socialite britannica (n. 1920)
- 1997 - René Huyghe, scrittore francese (n. 1906)
- 1998 - Tim Kelly, chitarrista statunitense (n. 1963)
- 1998 - Kim Ki-young, regista sudcoreano (n. 1919)
- 1998 - Eduardo Francisco Pironio, cardinale e arcivescovo cattolico argentino (n. 1920)
- 1999 - Marcella Balconi, psichiatra, partigiana e politica italiana (n. 1919)
- 1999 - Vito Cusumano, ingegnere e politico italiano (n. 1924)
- 1999 - Salvatore Gioia, tenore italiano (n. 1934)
- 1999 - Wassily Leontief, economista russo (n. 1905)
- 1999 - Vittorio Emanuele Marzotto, imprenditore e politico italiano (n. 1922)
- 1999 - Linda Sini, attrice italiana (n. 1926)
- 2000 - Claude Autant-Lara, regista, sceneggiatore e scenografo francese (n. 1901)
- 2000 - Guglielmo Giordano, ingegnere italiano (n. 1904)
- 2000 - Todd Karns, attore statunitense (n. 1921)
- 2000 - George Koltanowski, scacchista belga (n. 1903)
- 2000 - Maurizio Taddei, archeologo e orientalista italiano (n. 1936)
- 2000 - Hidetoki Takahashi, allenatore di calcio, calciatore e dirigente sportivo giapponese (n. 1916)
- 2000 - Göran Tunström, scrittore svedese (n. 1937)
- 2000 - Toshiro Yamabe, giocatore di go giapponese (n. 1926)

## XXI secolo(138)
- 2001 - Elsa Irigoyen, schermitrice argentina (n. 1919)
- 2001 - Piero Rollo, pugile italiano (n. 1928)
- 2001 - Fernando Viola, calciatore italiano (n. 1951)
- 2002 - Laura Di Falco, scrittrice italiana (n. 1910)
- 2002 - André Jacowski, allenatore di calcio e calciatore francese (n. 1921)
- 2003 - René Cardona Jr., regista, attore e produttore cinematografico messicano (n. 1939)
- 2003 - Micky Fenton, calciatore inglese (n. 1913)
- 2003 - Guillermo González Calderoni, poliziotto messicano (n. 1948)
- 2003 - Manfred von Brauchitsch, pilota automobilistico tedesco (n. 1905)
- 2004 - Maria Bravin, velocista e nuotatrice italiana (n. 1907)
- 2004 - Ettore Della Giovanna, giornalista italiano (n. 1912)
- 2004 - Franco Ferlenga, pittore, scultore e architetto italiano (n. 1916)
- 2004 - Adrienne Fidelin, modella e danzatrice francese (n. 1915)
- 2004 - Frances Partridge, scrittrice inglese (n. 1900)
- 2004 - Thomas Hinman Moorer, ammiraglio statunitense (n. 1912)
- 2004 - Nuto Revelli, scrittore, ufficiale e partigiano italiano (n. 1919)
- 2005 - Bob Brannum, cestista e allenatore di pallacanestro statunitense (n. 1925)
- 2005 - Gnassingbé Eyadéma, militare e politico togolese (n. 1935)
- 2005 - Vittorio Schweiger, pittore italiano (n. 1910)
- 2005 - Giacomo Signori, pallanuotista e nuotatore italiano (n. 1914)
- 2005 - Sandra Valenti, velocista italiana (n. 1939)
- 2005 - Michalina Wisłocka, medico polacca (n. 1921)
- 2006 - Franklin Cover, attore statunitense (n. 1928)
- 2006 - Raffaella De Vita, cantautrice e attrice italiana (n. 1942)
- 2006 - Andrea Santoro, prete italiano (n. 1945)
- 2007 - Celso Battaia, calciatore italiano (n. 1920)
- 2007 - Olivier Costa de Beauregard, fisico francese (n. 1911)
- 2007 - Ray Corley, cestista statunitense (n. 1928)
- 2007 - Charles Grimes, canottiere statunitense (n. 1935)
- 2008 - Zoran Antonijević, calciatore jugoslavo (n. 1945)
- 2008 - José Barroso Chávez, imprenditore messicano (n. 1925)
- 2008 - Loris Ciullini, giornalista italiano (n. 1924)
- 2008 - Maharishi Mahesh Yogi, mistico e filosofo indiano (n. 1918)
- 2009 - Sigurd Andersson, fondista svedese (n. 1926)
- 2009 - Franco Andreoli, calciatore e allenatore di calcio svizzero (n. 1915)
- 2009 - Alfredo Baldani Guerra, politico italiano (n. 1926)
- 2009 - Albert Barillé, produttore televisivo, autore televisivo e sceneggiatore francese (n. 1920)
- 2009 - Anne-Marie Blanc, attrice svizzera (n. 1919)
- 2009 - Giampaolo Dossena, giornalista e scrittore italiano (n. 1930)
- 2009 - Ricardo Paseyro, scrittore, poeta e diplomatico uruguaiano (n. 1925)
- 2009 - Ennio Pistoi, partigiano e antifascista italiano (n. 1920)
- 2009 - Dana Vávrová, attrice e regista ceca (n. 1967)
- 2010 - Peter Calvocoressi, avvocato, politico e storico inglese (n. 1912)
- 2010 - Ian Carmichael, attore britannico (n. 1920)
- 2010 - Galimzjan Chusainov, calciatore sovietico (n. 1937)
- 2010 - Clarke Scholes, nuotatore statunitense (n. 1930)
- 2011 - Omar Amiralay, regista siriano (n. 1944)
- 2011 - Paolino Dimai, pattinatore di velocità su ghiaccio italiano (n. 1931)
- 2011 - John Paul Getty III, imprenditore statunitense (n. 1956)
- 2011 - Brian Jacques, scrittore inglese (n. 1939)
- 2011 - Antonio Lefebvre d'Ovidio, giurista italiano (n. 1913)
- 2011 - Don Peterman, direttore della fotografia statunitense (n. 1932)
- 2011 - Dwight A. Pryor, biblista statunitense (n. 1945)
- 2011 - Pertti Purhonen, pugile finlandese (n. 1942)
- 2012 - Luciano Cafagna, storico e politico italiano (n. 1926)
- 2012 - Sam Coppola, attore statunitense (n. 1932)
- 2012 - Florence Green, militare e supercentenaria britannica (n. 1901)
- 2012 - S. William Hinzman, attore e direttore della fotografia statunitense (n. 1936)
- 2012 - Antonio Pin, allenatore di calcio e calciatore italiano (n. 1928)
- 2013 - Stuart Freeborn, truccatore britannico (n. 1914)
- 2013 - Reinaldo Gargano, politico uruguaiano (n. 1934)
- 2013 - Gerry Hambling, montatore britannico (n. 1926)
- 2014 - Carlos Borges, calciatore uruguaiano (n. 1932)
- 2014 - Robert Alan Dahl, politologo statunitense (n. 1915)
- 2014 - Gianni Partanna, attore italiano (n. 1922)
- 2015 - Henrik Coppens, calciatore e allenatore di calcio belga (n. 1930)
- 2015 - Marisa Del Frate, cantante, attrice e showgirl italiana (n. 1931)
- 2015 - Val Fitch, fisico statunitense (n. 1923)
- 2015 - Anne Moody, scrittrice e attivista statunitense (n. 1940)
- 2015 - Anna Vigone, veterinaria italiana (n. 1930)
- 2016 - Ray Colcord, compositore statunitense (n. 1949)
- 2016 - Luciano Conati, ciclista su strada italiano (n. 1950)
- 2016 - Claude Valdois, ciclista su strada francese (n. 1935)
- 2016 - Angelo Ventura, storico italiano (n. 1930)
- 2017 - David Axelrod, compositore e produttore discografico statunitense (n. 1933)
- 2017 - Luis Gómez-Montejano, imprenditore e dirigente sportivo spagnolo (n. 1922)
- 2017 - Björn Granath, attore svedese (n. 1946)
- 2017 - Ennio Sangiusto, cantante italiano (n. 1937)
- 2018 - Angelo Becciu, politico italiano (n. 1930)
- 2018 - Margot Duhalde, aviatrice e militare cilena (n. 1920)
- 2018 - Ivana Gattei, ballerina italiana (n. 1929)
- 2018 - Ladislav Kačáni, calciatore e allenatore di calcio cecoslovacco (n. 1931)
- 2018 - Yoshihide Kozai, astronomo giapponese (n. 1928)
- 2018 - Gianfranco Lazzaro, scrittore, poeta e giornalista italiano (n. 1930)
- 2018 - Donald Lynden-Bell, astronomo e astrofisico inglese (n. 1935)
- 2018 - Domingo Pillado, calciatore cileno (n. 1928)
- 2018 - Elisabetta Terabust, ballerina italiana (n. 1946)
- 2019 - Gilbert Dutoit, calciatore e allenatore di calcio svizzero (n. 1925)
- 2019 - Joe Fascione, allenatore di calcio e calciatore scozzese (n. 1945)
- 2019 - Mel Tomlinson, ballerino e coreografo statunitense (n. 1954)
- 2019 - Guido Roberto Vitale, economista italiano (n. 1937)
- 2020 - Carlos Barisio, calciatore argentino (n. 1951)
- 2020 - Stanley Cohen, biochimico statunitense (n. 1922)
- 2020 - Kevin Conway, attore e regista statunitense (n. 1942)
- 2020 - Kirk Douglas, attore e produttore cinematografico statunitense (n. 1916)
- 2020 - Paolo Guerra, produttore teatrale e produttore cinematografico italiano (n. 1949)
- 2020 - Bill Oates, allenatore di pallacanestro statunitense (n. 1939)
- 2020 - Beverly Pepper, scultrice e pittrice statunitense (n. 1922)
- 2020 - Yves Pouliquen, medico e saggista francese (n. 1931)
- 2020 - Vittorio Spinazzola, critico letterario, italianista e storico del cinema italiano (n. 1930)
- 2021 - Isa Bellini, attrice, doppiatrice e cantante italiana (n. 1922)
- 2021 - Josef Benz, bobbista svizzero (n. 1944)
- 2021 - Gino Masciarelli, scultore italiano (n. 1940)
- 2021 - Christopher Plummer, attore canadese (n. 1929)
- 2021 - Butch Reed, wrestler e giocatore di football americano statunitense (n. 1954)
- 2021 - Ken Roberts, allenatore di calcio e calciatore gallese (n. 1936)
- 2021 - Leon Spinks, pugile statunitense (n. 1953)
- 2022 - Mavie Bardanzellu, attrice e ballerina italiana (n. 1938)
- 2022 - Viktor Buturlin, regista sovietico (n. 1946)
- 2022 - Rubén Fuentes, violinista messicano (n. 1926)
- 2022 - Angélica Gorodischer, scrittrice argentina (n. 1928)
- 2022 - Fernando Marías, scrittore e sceneggiatore spagnolo (n. 1958)
- 2022 - Boris Mel'nikov, schermidore sovietico (n. 1938)
- 2022 - Leili Pärnpuu, scacchista estone (n. 1950)
- 2022 - Warren Woodcock, tennista e allenatore di tennis australiano (n. 1936)
- 2023 - Hilary Alexander, giornalista neozelandese (n. 1946)
- 2023 - Chris Browne, fumettista statunitense (n. 1952)
- 2023 - Demetrius Calip, cestista statunitense (n. 1969)
- 2023 - Luciano Giacotto, giornalista, produttore discografico e paroliere italiano (n. 1938)
- 2023 - Geoff Heskett, cestista australiano (n. 1929)
- 2023 - Pervez Musharraf, politico e generale pakistano (n. 1943)
- 2023 - May Sayegh, poetessa, scrittrice e attivista palestinese (n. 1940)
- 2024 - Dries van Agt, avvocato, insegnante e diplomatico olandese (n. 1931)
- 2024 - Walter van den Broeck, scrittore e drammaturgo belga (n. 1941)
- 2024 - Liljana Cingu, ballerina albanese (n. 1950)
- 2024 - Toby Keith, cantautore, musicista e attore statunitense (n. 1961)
- 2024 - Tsutomu Hanahara, lottatore giapponese (n. 1940)
- 2024 - Michael Jayston, attore britannico (n. 1935)
- 2024 - Jean Malaurie, esploratore, geografo e cartografo francese (n. 1922)
- 2024 - Chris Paling, scrittore e sceneggiatore britannico (n. 1956)
- 2025 - Vito Di Tano, ciclocrossista e ciclista su strada italiano (n. 1954)
- 2025 - Irv Gotti, produttore discografico statunitense (n. 1970)
- 2025 - Dave Jerden, produttore discografico e musicista statunitense (n. 1949)
- 2025 - Ernst-Joachim Küppers, nuotatore tedesco (n. 1942)
- 2025 - Gianni Milano, poeta e pedagogista italiano (n. 1938)
- 2025 - Mike Ratledge, tastierista e compositore britannico (n. 1943)
- 2025 - Enrico Vanzini, militare italiano (n. 1922)
- 2025 - Elisabeth Vrba, paleontologa tedesca (n. 1942)

## Senza anno specificato(1)
- Giovan Battista Moroni, pittore italiano